# Petr Němec
Petr Němec, né le 7 juin 1957 à Ostrava (Tchécoslovaquie), est un footballeur tchèque, évoluant au poste de milieu de terrain. Au cours de sa carrière, il évolue au Dukla Tábor, au Baník Ostrava et au Sklo Union Teplice ainsi qu'en équipe de Tchécoslovaquie.
Němec ne marque aucun but lors de ses cinq sélections avec l'équipe de Tchécoslovaquie en 1981. Il participe aux Jeux olympiques en 1980 et au Championnat d'Europe en 1980 avec l'équipe de Tchécoslovaquie. À la suite de sa carrière de joueur, il devient entraîneur.

## Carrière de joueur
- 1975-1977 :  Dukla Tábor
- 1977-1986 :  Baník Ostrava
- 1986-1987 :  Sklo Union Teplice

## Palmarès

### En équipe nationale
- 5 sélections et 0 but avec l'équipe de Tchécoslovaquie en 1981
- Vainqueur des Jeux olympiques en 1980

### Avec le Banik Ostrava
- Vainqueur du Championnat de Tchécoslovaquie en 1980 et 1981
- Vainqueur de la Coupe de Tchécoslovaquie en 1978

## Carrière d'entraîneur
- 2001-2002 :  Śląsk Wrocław
- 2003 :  Widzew Łódź
- 2004 :  KSZO Ostrowiec Świętokrzyski
- 2006-2007 :  Miedź Legnica
- 2007-2011 :  Flota Świnoujście
- 2011-2012 :  Arka Gdynia
- 2014-2016 :  FK Ústí nad Labem
- depuis nov. 2016 :  Warta Poznan